# Pfarrhaus (Baindlkirch)

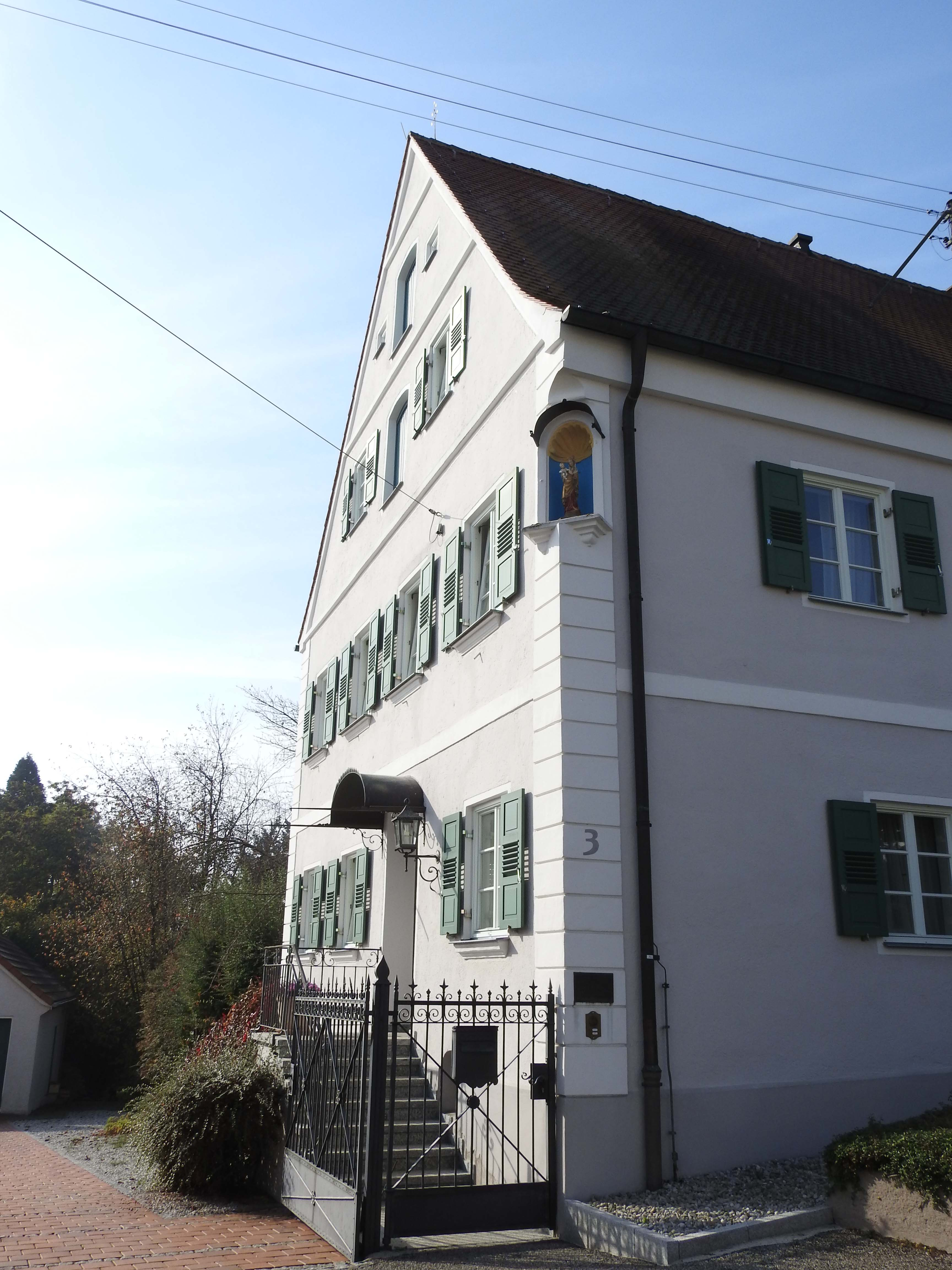
Pfarrhaus in Baindlkirch

Das Pfarrhaus in Baindlkirch, einem Gemeindeteil von Ried im Landkreis Aichach-Friedberg im bayerischen Regierungsbezirk Schwaben, wurde Mitte des 18. Jahrhunderts errichtet. Das Pfarrhaus an der Sankt-Martin-Straße 3, neben der katholischen Pfarrkirche St. Martin, ist ein geschütztes Baudenkmal.
Der zweigeschossige Satteldachbau im Stil des Barocks besitzt fünf zu vier Fensterachsen. Der Giebel ist durch Putzprofile dreigeteilt, zum Teil besitzt das Gebäude Segmentbogenfenster. An der nordöstlichen Ecke ist in der Eckrustika eine Heiligennische mit einer Skulptur Madonna und Kind vorhanden. 
Bei der Renovierung im Jahr 1978 wurde im Treppenhaus ein barockes Freskofragment mit der Darstellung eines Kopfes freigelegt.